# Breslau-Elf
Met de Breslau-Elf wordt het Duits voetbalelftal bedoeld, dat in een vriendschappelijke wedstrijd op 16 mei 1937 in het Silezische Breslau het Deens voetbalelftal met 8-0 versloeg.
Het elftal van trainerduo Sepp Herberger en Otto Nerz bestond voornamelijk nog uit spelers van het elftal dat bij het WK van 1934 verrassend de derde plaats bereikt had. Ze werden vervolledigd door enkele jonge spelers.
Het Duitse elftal, dat voor 40.000 toeschouwers speelde, trad aan in de volgende opstelling:
- Hans Jakob (SSV Jahn Regensburg)
- Paul Janes (Fortuna Düsseldorf)
- Reinhold Münzenberg (Alemannia Aachen)
- Andreas Kupfer (1. FC Schweinfurt 05)
- Ludwig Goldbrunner (FC Bayern München)
- Albin Kitzinger (1. FC Schweinfurt 05)
- Ernst Lehner (TSV Schwaben Augsburg) (1 goal)
- Rudolf Gellesch (FC Schalke 04)
- Otto Siffling (SV Waldhof Mannheim) (5 goals)
- Fritz Szepan (FC Schalke 04) (1 goal)
- Adolf Urban (FC Schalke 04) (1 goal)

De 8-0 is tot op de dag van vandaag de zwaarste nederlaag uit de geschiedenis van het Deense elftal. Het Duits elftal won, zij het soms in andere bezetting, tien van de elf wedstrijden in 1937. Bij het WK van 1938 in Frankrijk kon het team niet aantreden in de Breslauer bezetting, omdat er na de Anschluss van Oostenrijk bij het Duitse Rijk er door politieke druk ook spelers van Oostenrijk opgesteld moesten worden. Het gemengde elftal werd onverwachts vroeg uitgeschakeld.

## Wedstrijddetails
|             |                                                                 |       |            | |
| 16 mei 1937 | Duitsland                                                       | 8 – 0 | Denemarken | Hermann Göring Stadion, Breslau Toeschouwers: 40.000 Scheidsrechter: Augustin Krist (Tsjecho-Slowakije) |
| 16 mei 1937 | Lehner 7' Siffling 33', 40', 44', 48', 65' Urban 70' Szepan 78' |       |            | Hermann Göring Stadion, Breslau Toeschouwers: 40.000 Scheidsrechter: Augustin Krist (Tsjecho-Slowakije) |

## Weblink
- (de)  Mythos Breslau-Elf - Resultat einer Zettelwirtschaft.